# Mikheil Saakachvili
 (avril 2024).
Motif : informations non sourcées, mise à jour incomplète, restes de propos probablement issus de désinformation
Mikheil Saakachvili (géorgien : მიხეილ სააკაშვილი [miˈχɛil ˈsɑːkʼɑʃvili], Mixeil Saak’ašvili), Mikheïl Nikolozovytch Saakachvili (ukrainien : Міхеі́л Ніколозович Саакашві́лі) ou Mikhaïl Nikolaïevitch Saakachvili (russe : Михаи́л Никола́евич Саакашви́ли), né le 21 décembre 1967 à Tbilissi, est un homme d'État géorgien et homme politique ukrainien.
En 2004, après avoir participé à la révolution des Roses, qui contraint le président géorgien Édouard Chevardnadze à la démission, il accède à la présidence de la Géorgie. Il démissionne de son mandat en 2007, lors d'une crise politique, provoquant ainsi une élection anticipée, à l'issue de laquelle il est réélu dès le premier tour. Il quitte la présidence en 2013, après être resté près de dix ans à la tête du pays. Poursuivi par la justice géorgienne, il s'exile.
Il obtient la nationalité ukrainienne en 2015, ce qui lui fait perdre la géorgienne, et devient gouverneur de l'oblast d'Odessa. L'année suivante, il démissionne de son poste de gouverneur et fonde un parti politique pro-occidental. Il est déchu de la nationalité ukrainienne par le président Petro Porochenko, ce qui fait de lui un apatride. Il redevient ukrainien en 2019, sous Volodymyr Zelensky. 
Revenu en Géorgie en 2021, il est arrêté pour purger une peine de prison pour « abus de pouvoir » à laquelle il avait été condamné par contumace.

## Biographie

### Jeunesse et études
Mikheil Saakachvili naît à Tbilissi, en république socialiste soviétique de Géorgie en Union soviétique, d'une famille de l'intelligentsia géorgienne. Son père, Nikoloz Saakachvili, né Sahakov (Sahakian), dont le propre père était d'origine arménienne, est un médecin en activité à Tbilissi. Sa mère, Giuli Alasania, est historienne et enseigne à l'université d'État de Tbilissi,.
Diplômé de l'école secondaire à Tbilissi en 1984, Mikheil Saakachvili poursuit ses études en Ukraine, études menées en langue russe, et obtient son diplôme de l'Institut des relations internationales de l'université d'État de Kiev (Ukraine) en 1992. Il travaille brièvement comme chargé de mission pour les droits de l'Homme pendant l'intérim du Conseil d'État de Géorgie qui suit la démission du président Zviad Gamsakhourdia, avant de recevoir une bourse du département d'État des États-Unis (via le programme de partenariat de diplômés du FSA d'Edmund Muskie). Les trois années qui suivent dans cette période de transition pour les anciens pays de l'URSS voient donc l'émergence d'un futur dirigeant formé par les États-Unis.
Il reçoit un LL.M. (maîtrise universitaire en droit) de l'École de Droit de Columbia en 1994, et un diplôme de Doctor of Laws (docteur en droit) de l'École de Droit de l'université George Washington l'année suivante. En 1995, il obtient un diplôme de l'Institut international des droits de l'Homme à Strasbourg.
Début 1995, alors qu'il travaille à New York dans le cabinet de droit Patterson Belknap Webb & Tyler, Mikheil Saakachvili est approché par Zourab Jvania, un ancien ami de Géorgie qui travaille pour le président Edouard Chevardnadze en vue de recruter de jeunes Géorgiens talentueux. Il se présente aux élections de décembre 1995 aux côtés de Jvania, et les deux hommes sont élus au Parlement de Géorgie, au titre de l'Union des citoyens de Géorgie, le parti de Chevardnadze.
Mikheil Saakachvili se fait connaître en tant que président du comité parlementaire chargé de créer un nouveau système électoral, une justice indépendante, et une force de police apolitique, et gagne en popularité. Les enquêtes d'opinion le placent 2e personne la plus populaire de Géorgie, derrière Chevardnadze. Il est nommé «  homme de l'année  » par un panel de journalistes et de tenants des droits de l'Homme en 1997. En janvier 2000, Saakachvili est nommé vice-président de l'Assemblée parlementaire du Conseil de l'Europe.

### Vie privée
Il est marié à Sandra Roelofs, d'origine néerlandaise, dont il a eu deux fils, Edouard et Nikoloz.
Outre sa langue maternelle, le géorgien, Mikheil Saakachvili parle couramment le français, l'anglais, le russe et l'ukrainien, et maîtrise l'abkhaze et l'ossète (langues parlées par des minorités en Géorgie).

## Débuts en politique
Le 12 octobre 2000, il devient ministre de la Justice dans le gouvernement du président Edouard Chevardnadze, ancien ministre des Affaires étrangères soviétique de Mikhaïl Gorbatchev. Mikheil Saakachvili met en œuvre des réformes majeures des systèmes judiciaire et pénitentiaire géorgiens, à l'époque vétustes, corrompus et hautement politisés. Cela lui vaut l'éloge d'observateurs internationaux et de militants des droits humains. Mi-2001, il entre en désaccord majeur avec le ministre de l'Économie, Ivane Tchkhartichvili, le ministre de la Sécurité de l'État, Vakhtang Koutateladze, et le chef de la police de Tbilissi, Iosseb Alavidze, les accusant de bénéficier de trafics et de corruption.
Mikheil Saakachvili démissionne le 5 septembre 2001, expliquant : « Je considèrerais comme immoral de rester membre du gouvernement Chevardnadze ». Il affirme que la corruption a pénétré les tréfonds du gouvernement géorgien, et que Chevardnadze n'a pas de réelle volonté de traiter le problème, et  ajoute que « les développements actuels en Géorgie pourraient transformer le pays en une enclave criminelle d'ici un à deux ans  ».

## Mouvement national uni

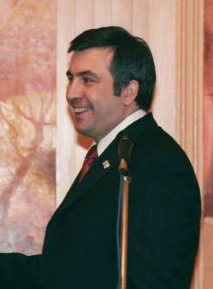
Mikhail Saakachvili le 25 janvier 2004.

Ayant démissionné du gouvernement et quitté l'Union des citoyens de Géorgie, parti conduit par Chevardnadze, Saakachvili fonde le Mouvement national uni (MNU) en octobre 2001, parti politique de centre-droit, affilié au Parti populaire européen, avec une pointe de nationalisme, afin de rassembler une partie des chefs réformistes géorgiens. En juin 2002, il est élu président de l'Assemblée de Tbilissi (Sakrebulo), à la suite d'un accord entre le MNU et le Parti travailliste géorgien. C'est pour lui une nouvelle tribune pour critiquer le gouvernement.
Les élections législatives du 2 novembre 2003 sont qualifiées de trucage grossier par les observateurs internationaux. Saakachvili proclame qu'il a gagné les élections (une assertion appuyée par des sondages «  sortie des urnes  » indépendants), et adjure les Géorgiens de manifester contre le gouvernement Chevardnadze et de participer à un mouvement de désobéissance civile non-violent contre les autorités. Le MNU de Saakachvili et les Démocrates unis de Bourdjanadze s'unissent pour demander l'éviction de Chevardnadze et l'organisation de nouvelles élections.
Des manifestations politiques massives ont lieu à Tbilissi en novembre, avec près de 100 000 manifestants à l'appel de Saakachvili et d'autres personnalités de l'opposition. L'organisation de jeunes Kmara («  Assez ! »), la contrepartie géorgienne de l'Otpor serbe, ainsi que plusieurs organisations non gouvernementales comme l'Institut de la Liberté de Géorgie, prennent une part active à ces manifestations. Après deux semaines de protestations dans un climat de tension croissante, Chevardnadze se plie à l'inévitable et démissionne de la présidence le 23 novembre, laissant l'intérim à la présidente du Parlement, Nino Bourdjanadze. Bien que les meneurs révolutionnaires aient fait de leur mieux pour rester dans les normes constitutionnelles, beaucoup considèrent le changement de gouvernement comme un coup d'État populaire, connu dans les médias géorgiens sous le nom de « révolution des Roses ».
Le 2 février 2004, le MNU et les Démocrates unis fusionnent et forment un groupe politique au Parlement nommé Mouvement national - Démocrates. Les principales priorités politiques du mouvement sont d'accroître le niveau des retraites et de fournir de l'aide sociale aux classes pauvres - la principale source de voix -, de combattre la corruption, et d'accroître les revenus de l'État.

## Président de la Géorgie

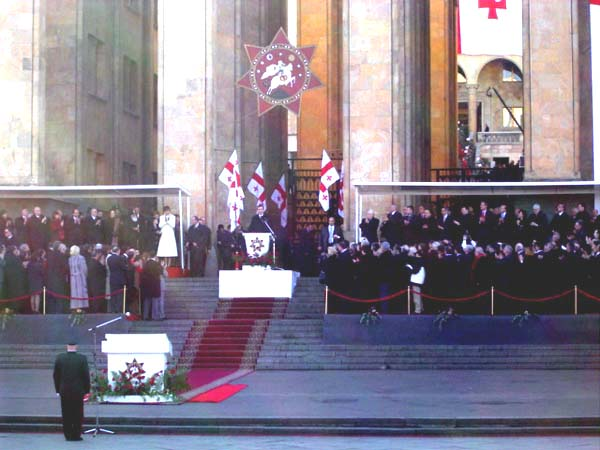
Investiture devant le Parlement de Mikheil Saakachvili à la présidence de la République, en janvier 2004.

Le 4 janvier 2004, Mikheil Saakachvili remporte l'élection présidentielle géorgienne avec plus de 96 % des suffrages exprimés, devenant ainsi — à 36 ans — le plus jeune président du pays. Saakachvili a fait campagne sur la base de l’opposition à la corruption et de l’amélioration des salaires et des retraites. Il a promis d’améliorer les relations internationales. Bien qu’il soit pro-occidental et qu’il tente de faire entrer la Géorgie dans l’OTAN et l’Union européenne, il parle également de l’importance d’avoir de meilleures relations avec la Russie. Il doit faire face à quelques problèmes majeurs, notamment à la situation économique difficile de la Géorgie et à la question toujours en suspens du séparatisme des régions de l’Abkhazie et de l’Ossétie du Sud. L’Abkhazie se considère indépendante de la Géorgie et n'a pas pris part aux élections, tandis que l’Ossétie du Sud milite pour son rattachement avec sa contrepartie, l'Ossétie-du-Nord-Alanie au sein de la Russie.
Mikheil Saakachvili prête serment comme président à Tbilissi le 25 janvier 2004. Le 26 janvier, lors d’une cérémonie à l’église « Kashueti » Saint-Georges de Tbilissi, il signe un décret autorisant le rapatriement du corps du 1er président de la République, Zviad Gamsakhourdia, depuis Grozny en Tchétchénie, et donne son nom à une rue principale de la capitale. Il fait également libérer 32 partisans de Gamsakhourdia, faits prisonniers politiques par le gouvernement Chevardnadze en 1993-1994.
Saakachvili change les emblèmes nationaux de son pays. Immédiatement après la cérémonie d'inauguration le 25 janvier 2004, il signe un décret instituant un nouveau drapeau national. Le 20 mai de cette même année, il autorise l'adoption de Tavisoupleba comme hymne national, remplaçant Dideba ; et le 1er octobre, il autorise l'institution des nouvelles armoiries nationales.
Zourab Jvania, premier ministre, meurt par intoxication au monoxyde de carbone au domicile de l'un de ses amis le vice-gouverneur de la région de Basse Kartlie. La thèse de l'accident est privilégiée par les enquêteurs locaux et authentifiée par le FBI, mais les médias occidentaux  mettent en cause une action terroriste menée par les indépendantistes d'Ossétie du Sud. Mikheil Saakachvili assure l'intérim.
Pendant les premiers mois de sa présidence, Saakachvili doit faire face à une crise politique majeure au sud-ouest de la République autonome d’Adjarie, menée par un chef autoritaire régional pro-russe, Aslan Abachidze, qui ignore le gouvernement central de Géorgie. La crise menace de dégénérer en conflit armé, mais le gouvernement de Saakachvili résout le conflit de façon pacifique, en poussant Abachidze à se démettre de ses fonctions le 6 mai 2004. Son succès en Adjarie encourage le président à intensifier ses efforts pour ramener l’Ossétie du Sud dissidente dans le giron de la Géorgie. Les autorités séparatistes répondent à ces efforts par un réarmement massif dans la région, qui conduit à quelques affrontements armés en août 2004. Il s’ensuit une impasse et, malgré le nouveau plan de paix proposé par le gouvernement géorgien en 2005, le conflit ne trouve pas de solution. Fin juillet 2006, le gouvernement de Saakachvili réussit à résoudre une autre crise majeure dans la vallée de Kodori, à la frontière abkhaze, où les forces de police géorgiennes désarment une milice provocatrice menée par un chef de guerre local, Emzar Kvitsiani.
En politique étrangère, Saakachvili maintient des relations étroites avec la classe dirigeante américaine, ainsi qu’avec celle des autres pays de l’OTAN, et il est l’un des dirigeants de l’Alliance du GUAM. La Révolution des Roses, menée par Saakachvili, est décrite par la Maison-Blanche, occupée par George W. Bush, comme l’un des mouvements les plus puissants des temps modernes qui, toujours selon Bush, inspirera d’autres mouvements de libération. En septembre 2005, Tbilissi est la première capitale des anciens pays de l'URSS à baptiser une de ses rues au nom de George W. Bush.

### Politique économique
Mikheil Saakachvili défend le libéralisme économique et soutient le désengagement de l'État en matière économique. Entre 2004 et 2012, il instaure des réformes économiques néolibérales qui ont impulsé une croissance constatée, mais dont les répercussions sociales restent peu étudiées. En 2005, Saakachvili cible la corruption à son arrivée au pouvoir en réorganisant la police avec une suppression de 30 000 postes de police de la circulation. 
Une étude publiée en 2017 par le chercheur Dimitri Gugushvili du centre des sciences sociales de l'Université d'État de Tbilissi souligne différentes réformes et leurs résultats,.  L'étude rappelle qu'en 2008 le budget de l'État représente 15 % du PIB, de telle façon que les dépenses publiques sont généralement réduites à plusieurs reprises au cours de l'année. Cette restriction implique la même année que le gouvernement est incapable d'assurer le paiement des maigres pensions de vieillesse d'un montant d'environ 7 $ par mois, ainsi que le versement des salaires des agents de la fonction publique. Durant la même année, le réseau de distribution électrique est décrit comme dans un état « délabré », menant à des coupures généralisées de l'approvisionnement en électricité jusqu'à la capitale Tbilissi.
Parmi les réformes, l'étude note la compression du service public par le licenciement d'environ 60 000 fonctionnaires lié à la fusion, la suppression de ministères et départements indépendants et la suppression des autorités de contrôle comme l'inspection du travail et l'autorité de la concurrence. Il est aussi question de changements drastiques dans la politique économique comme la réduction de l'impôt sur les sociétés de 20 % à 15 %, la réduction de l'impôt sur les dividendes de 10 % à 5 , la suppression impôt sur le revenu progressif au profit d'un impôt sur le revenu fixe de 20 % et la mise en place d'exonérations fiscales comme la création de zones industrielles sans imposition. Si la libéralisation économique s'accompagne de mesures de lutte contre la corruption comme en 2004 avec la mise en place d'une police financière dotée d'un mandat pour faire respecter la législation fiscale, l'étude déclare que la « corruption était monnaie courante à tous les niveaux du gouvernement ».
Parallèlement, le gouvernement met place une déréglementation de l'économie. Il exécute une réduction du nombre de licences et permis, la simplification des démarches administratives liées à la propriété, la création d'entreprises, le paiement des impôts et l'exportation et d'importation de marchandises, la révision du code du travail en donnant aux employeurs une totale liberté en matière d'embauche et de licenciement, la suppression du salaire minimum, l'affaiblissement des réglementations en matière de santé et de sécurité au travail. 
Pour faciliter l'investissement, le gouvernement accorde aux investisseurs étrangers les mêmes droits de propriété que les Géorgiens, y compris la propriété foncière et leur permet de travailler sans permis. Il met en place une simplification voire une suppression du Visa pour certains pays afin d'encourager les entreprises étrangères à investir sur le territoire. Par ailleurs, le gouvernement lève les restrictions sur la privatisation des actifs par la vente d'actifs stratégique comme les ports maritimes, l'infrastructure énergétique, les hôpitaux et les ressources naturelles du territoire. 
En 2009, la Géorgie est classée par Forbes comme le quatrième pays ayant la pression fiscale la plus faible au monde. En 2011, le Economic Freedom Act est adopté : le budget consolidé ne doit pas dépasser 30 % du PIB et le déficit budgétaire ne peut dépasser 3 % du PIB. La dette nationale est plafonnée à 60 % du PIB. Le gouvernement est interdit de contrôler les prix. De nouvelles taxes ou des augmentations d'impôts nécessitent un référendum national, mais aucun impôt ne peut être progressif. Les restrictions sur la mobilité des capitaux sont interdites et le nombre total de licences et de permis ne peut augmenter sans en remplacer un ancien.
Dimitri Gugushvili constate que si la croissance économique du pays est positive sur la période grâce à l'application du Consensus de Washington, la pauvreté n'a que légèrement diminué et reste élevée malgré un certain nombre de mesures progressives adoptées par un gouvernement de coalition successeur, sans jamais renverser les dispositions néolibérales. Il observe une très lente progression de la réduction de la pauvreté, même avec des critères stricts comme la consommation en dessous du minimum vital et la pauvreté auto-déclarée. De plus, l'analyse au niveau national montre que la pauvreté a diminué de moins de trois points (18,2 % en 2004 ; 15,8 % en 2015) alors que le revenu par tête a quadruplé sur la même période (1 120 $ en 2004 à 4 490 $ en 2014 avant de baisser légèrement à 4 160 $ dollars en 2015).
Gugushvili constate que ce sont les familles pauvres qui ont le plus profité de la forte augmentation des transferts sociaux, puisqu'un ménage pauvre moyen en 2015 reçoit sept fois plus de transferts sociaux qu'en 2004. Pour autant les dépenses liées à la protection sociale en pourcentage du PIB n'ont pas beaucoup augmenté. L'auteur conclut ici l'inadéquation du modèle de développement néolibéral soutenu par Saakachvili en tant que stratégie de réduction de la pauvreté, rappelant la thèse de Mahbub ul Haq selon laquelle « les marchés ne favorisent pas automatiquement les pauvres, les faibles et les vulnérables ».

### Relations internationales

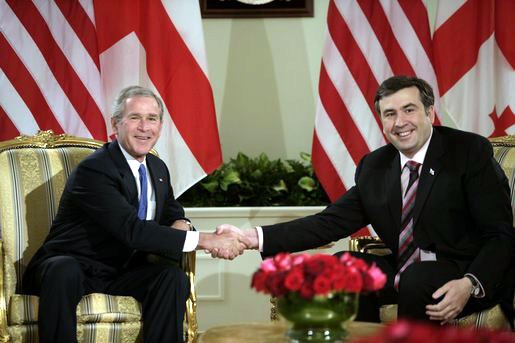
Mikhail Saakachvili avec George W. Bush, le 10 mai 2005.

Le président Saakachvili oriente sa politique internationale sur deux axes consistant pour le premier à nuire aux intérêts russes et pour le second à servir les intérêts des États-Unis. Il est à l’initiative du doublement des troupes géorgiennes en Irak, faisant de la Géorgie l’un des plus grands contributeurs à la coalition militaire en Irak, et laisse des troupes au Kosovo et en Afghanistan afin de renforcer la sécurité globale.
Saakachvili fait grimper le budget de la défense à 10 % du PIB, ce qui représente un milliard d'euros, pour un pays de moins de 4,5 millions d'habitants.
Le gouvernement Saakachvili entretient de solides relations diplomatiques avec les autres États caucasiens et les autres pays d’Europe de l'Est, comme l’Azerbaïdjan, l’Arménie, l’Ukraine, la Lettonie, la Lituanie, l’Estonie, la Roumanie et la Pologne. En 2004, Saakachvili fait une visite en Israël pour participer à l’inauguration du centre de recherche sur les problèmes énergétiques modernes. Le Dr Brenda Schaffer, directrice du centre, dépeint de manière enthousiaste Saakachvili, comme n'étant rien de moins que « le Nelson Mandela du XXIe siècle », ce qui est caractéristique de l'atmosphère de l'époque à son égard. En août de la même année, Saakachvili, docteur honoris causa de l’Université d’Haïfa, fait un nouveau voyage en Israël pour participer à l’inauguration de la semaine officielle de l’amitié Géorgiens-Juifs, tenue sous les auspices du président géorgien, et à laquelle les dirigeants juifs sont invités d’honneur.
Mais le fait majeur de l'époque Saakachvili, ce sont les bonnes relations que la Géorgie entretient avec les États-Unis, ce qui mécontente le Kremlin. Le journal russe Pravda publie un article désobligeant au sujet de la Géorgie intitulé « Une autre Géorgie sur la carte des États-Unis ».
Saakachvili pense que la priorité à long terme du pays est de progresser vers l'adhésion à l'Union européenne, qu'il considère comme une simple étape vers l'adhésion à l'OTAN et surtout au fond comme une rupture à l'égard de son voisin russe. Au cours d’une rencontre avec Javier Solana, il déclare que, comparée aux nouveaux et anciens États européens, la Géorgie est européenne depuis l'Antiquité.

### Critiques
Le monopole du pouvoir par Saakachvili depuis son arrivée au poste en 2004 suscite quelques inquiétudes. Cependant, les droits humains en Géorgie ont progressé dans beaucoup de domaines, depuis l’époque du gouvernement Chevardnadze, laissant néanmoins des zones d'ombre,,.
Saakachvili a parfois utilisé un langage agressif, comme Amnesty International le rapporte. Ainsi lors d’une conférence de presse le 12 janvier 2004 (ou 2008), Saakachvili conseille au ministre de la Justice : « […] d'utiliser la force pour juguler toute tentative d'émeute dans les prisons, d’ouvrir le feu, de tirer pour tuer et d'abattre tout criminel tentant de provoquer du désordre. Nous n’épargnerons pas nos balles contre ces personnes ». Lors de son discours d’intronisation, Saakachvili déclare qu’il était « temps pour le gouvernement d’avoir peur du peuple ».
En 2004, une nouvelle loi sur les médias déclenche une controverse, quatorze dirigeants de la société civile géorgienne et experts géorgiens écrivent une lettre ouverte au président, publiée dans plusieurs journaux nationaux, affirmant que « l’intolérance envers les gens ayant des opinions dissidentes est en train de s'installer dans la politique géorgienne et dans d’autres sphères de la vie sociale ».
Le 27 mars 2006, le gouvernement annonce qu’il a empêché un soulèvement des prisons à l’échelle nationale, tramé par des caïds. L’intervention policière se termine par la mort de sept détenus et au moins dix-sept blessés. Bien que l’opposition parlementaire ait émis des doutes sur la version officielle et réclamé une enquête indépendante, la majorité réussit à bloquer ces initiatives.
Le déroulement du procès pour meurtre de Sandro Girgvliani fait également de controverses dans le pays et à l’étranger. Plusieurs hauts fonctionnaires du ministère de l’Intérieur sont soupçonnés d’avoir joué un rôle actif dans le meurtre, mais malgré une série de démissions et de licenciements, seuls quatre subalternes directement impliqués dans l’affaire sont poursuivis. De plus, l’homme d’affaires géorgien Badri Patarkatsichvili affirme que des pressions ont été exercées sur ses intérêts financiers quand la chaîne « Imedi Television » a diffusé plusieurs accusations contre certains officiels. Le 25 octobre 2007, l’ancien ministre de la Défense, Irakli Okrouachvili, accuse le président, son ancien allié, d’avoir planifié le meurtre de Patarkatsichvili,,. Il avoue cependant par la suite avoir affirmé cela pour en tirer des bénéfices politiques, et à la demande de Badri Patarkatsichvili.
L'ONG BHHRG dénonce fréquemment le nouveau gouvernement pour avoir amorcé immédiatement après son arrivée au pouvoir une chasse aux sorcières envers les personnalités de l’ère Chevardnadze. Nombre d'anciens ministres, administrateurs locaux et hommes d’affaires associés à l’ancien régime ont été arrêtés pour abus de pouvoir. Des organisations occidentales se sont inquiétées de la retransmission en direct de ces arrestations et des apparitions occasionnelles du président Saakachvili à la télévision pour dénoncer les suspects, avant même que la justice n'ait commencé son travail.
Le 30 juin 2005, la police anti-émeutes et des forces militaires spéciales, armées de mitraillettes, dispersent violemment des centaines de manifestants qui bloquent une rue principale de Tbilissi. L’affaire commence en protestation contre l’arrestation de deux sportifs bien connus accusés de chantage, et dégénère rapidement en manifestation contre les autorités centrales. 25 personnes sont arrêtées, dont cinq membres de partis de l’opposition. En novembre 2007, une nouvelle série de manifestations force Saakachvili à anticiper l’élection présidentielle au 5 janvier 2008.
Malgré ces critiques, de nombreux commentateurs européens et américains continuent de louer le gouvernement Saakachvili pour ses mesures hardies dans la lutte contre la corruption, ce qui provoque une augmentation du nombre d’enquêtes et de procès, réduisant de ce fait les abus et les mauvais traitements dans les procédures de détention préventive. Le statut de la liberté religieuse, selon les standards américains, s’est également amélioré grâce aux enquêtes et procès menés contre ceux qui harcelaient les tenants de religions non-traditionnelles venues de l'étranger,, comme les témoins de Jéhovah, les adventistes, les mormons, etc.
Néanmoins, après la réélection de Mikhail Saakachvili, plusieurs ONG dénoncent de très fortes pressions sur des membres de l'opposition exercées par le pouvoir en vue de barrer la route à l'opposition dans l'ensemble du pays, à l'exception de la capitale. C'est notamment le cas avant les élections de mai 2010.
En 2012, la divulgation de vidéos de torture de prisonniers en Géorgie, ainsi que la réaction jugée cynique du gouvernement, choquent la population.

### Tentative d’assassinat
Le 10 mai 2005, pendant que le président des États-Unis George W. Bush prononce un discours dans le parc de la Liberté de Tbilissi, Vladimir Arutinian lance une grenade à main vers les présidents Saakachvili et Bush. Celle-ci atterrit dans la foule à une vingtaine de mètres du podium après avoir heurté une jeune femme et n’explose pas. Arutinian est arrêté en juillet de la même année ; avant sa capture, il a cependant réussi à tuer un agent de police. Il est condamné à la réclusion à perpétuité pour tentative d’assassinat à l’encontre des présidents Saakachvili et Bush et pour le meurtre du policier.

### Crise politique de 2007
En 2007, la Géorgie endure sa pire crise politique depuis la révolution des Roses. Une série de manifestations anti-gouvernementales est déclenchée, en octobre 2007, par les accusations de meurtre et de corruption portées contre le président et ses alliés par Irakli Okrouachvili, autrefois associé de Saakachvili et ancien membre de son gouvernement. Le point culminant de ces manifestations a lieu au début du mois de novembre 2007, et implique plusieurs groupes de l’opposition, ainsi que l’influent magnat des médias Badri Patarkatsichvili.
La décision du gouvernement de faire appel aux forces de l’ordre contre les manifestants restants, malgré une retombée de l'agitation, provoque des échauffourées dans les rues de Tbilissi le 7 novembre, tandis que les forces spéciales envahissent et mettent à sac la principale chaîne de télévision d'opposition (Imedia), plus tard récupérée par un allié du parti au pouvoir. La déclaration de l’état d’urgence par le président (du 7 au 16 novembre) et la censure imposée à tous les médias de masse (interdiction des actualités télévisées ou radio pendant un mois ou deux) donnent lieu à de violentes critiques contre le gouvernement Saakachvili tant dans le pays qu'à l’étranger.
Le 8 novembre 2007, le président Saakachvili annonce comme solution de compromis qu’il avancera l’élection présidentielle géorgienne au 5 janvier 2008. Il propose également d’organiser en parallèle un référendum concernant la date des élections législatives – au printemps, comme exigé par les partis de l’opposition, ou bien fin 2008. Plusieurs concessions concernant le code électoral sont également accordées à l’opposition, mais un large programme d'emploi temporaire est lancé sur budget public..
Le 23 novembre, le MNU, parti dirigeant, nomme officiellement Saakachvili candidat aux prochaines élections. Conformément à la Constitution de Géorgie, Saakachvili démissionne le 25 novembre pour lancer sa campagne électorale pour la présidentielle anticipée, tout en continuant à être présenté par les médias comme le président.

### Élection présidentielle de 2008
Le 5 janvier 2008, les élections présidentielles géorgiennes ont lieu. Les premiers sondages organisés par un groupe d’organisations non gouvernementales et de médias donnent Mikheil Saakachvili vainqueur avec plus de la moitié des voix (52,5 %), lui assurant une victoire complète et le dispensant d’un second tour. Des résultats plus tardifs issus de sondages de « sortie des urnes » affirment que Saakachvili a gagné par 53,5 % des suffrages, tandis que MSN UK annonce qu’il a rassemblé 53,8 % des voix. Les sondages de différentes sources annoncent la victoire de Saakachvili et le dirigeant[Qui ?] est le premier à annoncer ce résultat. Il est nommé ministre quelques jours plus tard. Cependant, l’opposition géorgienne critique ces résultats, déclarant qu’ils sont faux et orientés en faveur de l’ancien président. La commission centrale des élections annonce le samedi que Saakachvili a remporté 52,8 % des voix, près de deux fois le score de son opposant, un producteur de vin de 43 ans, Levan Gatchetchiladze, qui rassemble 27 % des suffrages. Selon la déclaration du 8 janvier 2007 de la commission centrale des élections de Géorgie, qui prend en compte presque tous les bureaux de vote, Saakachvili est proclamé président après avoir remporté 53,4 % des voix et Gatchetchiladze avoir remporté 25,67 % des voix. Les rapports des observateurs, OSCE en tête, dénoncent en termes diplomatiques la sincérité du scrutin, tandis que l'opposition dénonce les scores suspects dans les régions reculées, l'opacité de la centralisation des résultats via les commissions régionales ou l'inaccessibilité aux enregistrements vidéos.

### Guerre d'Ossétie du Sud de 2008
L'Ossétie du Sud est une province géorgienne s'étendant sur les contreforts du Caucase, le long de la frontière russo-géorgiennes. Elle se prolonge, côté russe, par l'Ossétie du Nord). Si la question des frontières russo-géorgiennes est de peu d'importance lorsque ces pays faisaient partie de l'URSS, elle fait un brusque retour après la dislocation de l'Union soviétique. Encouragées et poussées par Moscou, de nombreuses revendications nationalistes ou indépendantistes de diverses ethnies de la région provoquent de fortes tensions, en particulier entre Ossètes et Géorgiens. Des forces de maintien de la paix russes (avec mandat de l'ONU) étaient notamment présentes en Ossétie du Sud depuis un précédent conflit, entre janvier 1991 et mi-1992.
Après plusieurs jours d'accrochages frontaliers entre la milice des séparatistes sud-ossètes, soutenue et formée par la Russie, et l'armée géorgienne, les hostilités commencent dans la nuit du 7 au 8 août 2008, par un assaut des troupes géorgiennes. La Russie met alors en œuvre le plan militaire de guerre contre la Géorgie dont la planification avait été ordonnée depuis 2006 par le président russe Poutine,, et défait les forces géorgiennes. Le 16 août, un cessez-le-feu est signé, qui met fin aux affrontements. Le 26 août, le président russe, Dmitri Medvedev reconnaît par décret l'Abkhazie et l'Ossétie du Sud comme États indépendants. La Géorgie dénonce une annexion. 
Pour Annie Daubenton, la propagande du Kremlin sur ce sujet consiste une manipulation pour « faire de la victime l’agresseur », affirmant que le président Saakachvili « aurait énervé des troupes russes » alors qu'en réalité, leur intervention était préparée depuis deux ans.
Pendant cette offensive russe, le 12 août 2008, Vladimir Poutine, premier ministre russe aurait déclaré à Nicolas Sarkozy, président français : « Saakachvili, je vais le faire pendre par les couilles ! », déclaration qui n'est pas confirmée par l'Elysée. Poutine semble la confirmer en décembre, via la question en direct d'un auditeur « Est-il vrai que vous avez voulu pendre Saakachvili par un endroit particulier ? », à laquelle il répond, souriant « Pourquoi par un seul endroit ? »,,.

### Bilan
Alors que son mandat devait prendre fin le 20 janvier 2013, il est prolongé à la suite d'une réforme constitutionnelle. Il quitte le pouvoir en novembre 2013 au terme de deux mandats, où il a vu chuter sa cote de popularité.
Il porte à son crédit une image visionnaire et modernisatrice pour la Géorgie, où il a notamment mis en place de nouvelles infrastructures, développé l'économie et lutté contre la bureaucratie, la corruption et la criminalité organisée, ce qui a eu toutefois pour effet de créer une surpopulation carcérale. Cependant, il a installé un clan pro-américain au pouvoir, créant une autre forme de corruption et de coteries. L'usure du pouvoir, la répression sévère d'une manifestation en 2007, et surtout la guerre désastreuse de 2008 isolent le pouvoir, tandis que la diplomatie américaine et celle de certains pays occidentaux se lassent de ses imprudences diplomatiques. D'autre part, la pression fiscale sur les chefs d'entreprise finit de donner des arguments à l'opposition, permettant à l'opposition, financée par le milliardaire pro-Kremlin Bidzina Ivanichvili, de remporter les élections législatives de 2012 et de mettre en place une cohabitation politique. Le clan Saakachvili dénonce comme brutale l'attitude du nouveau gouvernement à leur égard, dont plusieurs membres sont accusés de corruption et de prises illégales d'intérêt. De hauts dignitaires de l'ancien gouvernement sont poursuivis par la justice (dont les magistrats n'ont pas été remplacés), ainsi les anciens ministres de l'Intérieur Vano Merabichvili et de la Défense Bacho Akhalaïa, ce qui est dénoncé par les tenants de l'ancien régime comme une « chasse aux sorcières ». Mikheil Saakachvili lui-même choisit de quitter la Géorgie avant le terme de son mandat et de s'expatrier aux États-Unis pour y échapper.
L'élection présidentielle de 2013 est remportée par Guiorgui Margvelachvili, candidat du Rêve géorgien (parti d'Ivanichvili) par 62 %, battant le candidat Davit Bakradze du MNU (parti de Saakachvili) qui en obtient 22 %.

## Après la présidence

### Exil aux États-Unis
Saakachvili quitte la Géorgie avant le terme de son mandat. Il renonce à la nationalité géorgienne pour éviter l'arrestation et des poursuites pénales,. Un mandat d'arrêt est lancé contre lui en 2014 pour la répression de manifestations en 2007.
D'abord exilé aux États-Unis, où il accepte en décembre 2013 un poste à l'université Tufts, il continue de s'intéresser à la politique en parcourant les anciennes Républiques soviétiques, où il tient des discours sur la démocratie. Il soutient notamment les manifestations pro-européennes de 2013 en Ukraine.

### Poursuites judiciaires
Le 23 mars 2014, convoqué pour témoigner devant le procureur général de Géorgie, Mikheil Saakachvili est interrogé sur la grâce en 2008 de quatre hauts fonctionnaires du Département de la Sécurité constitutionnelle du ministère géorgien de l'Intérieur – Gia Alania, Avtandil Aptsiauri, Alexander Gachava et Mikhail Bibiluridze, sur le cas de l'assassinat d'un employé de banque Sandro Girgvliani le 28 janvier 2008, et pour éclaircir certaines des actions illégitimes dirigées contre son ami Levan Bukhaidze. À cette date, il est également entendu en tant que témoin dans neuf affaires criminelles, y compris la mort du Premier ministre de Géorgie Zurab Zhvania en 2005.
Le 28 juillet 2014, de nouvelles accusations sont portées par le bureau du procureur géorgien contre l'ancien président Mikheil Saakachvili, pour des « abus de pouvoir » perpétrés pendant les manifestations géorgiennes de 2007, tels qu'une perquisition ainsi que les « saisies » d'Imedi TV et d'autres biens appartenant au défunt magnat Badri Patarkatsichvili. Saakachvili, alors en Hongrie, réagit en accusant les autorités géorgiennes de régler des comptes politiques et de tenter d'apaiser la Russie. Les États-Unis se disent alors préoccupés par l'affaire et avertissent que « le système juridique ne devrait pas être utilisé comme un instrument de rétribution politique ». L'Union européenne fait également part de ses craintes et déclare qu'elle « suivra de près ces procédures et les autres procédures judiciaires dirigées contre des membres de l'ancien gouvernement et de l'opposition actuelle en Géorgie ».
Le 2 août 2014, le tribunal municipal de Tbilissi ordonne par contumace le placement en détention provisoire de Saakachvili, de son coaccusé Zurab Adeichvili (procureur général en 2007) et de David Kézérachvili (ministre de la Défense en 2007), pour une audience préliminaire prévue en septembre 2014.
Le 13 août 2014, Saakachvili est accusé de détournement de fonds budgétaires. La perquisition de ses domiciles géorgiens est décidée le 14 août 2014, et la procédure de perquisition internationale est lancée le 31 août suivant. Le 1er août 2015, Interpol refuse d'inscrire Mikheil Saakachvili sur la liste internationale des personnes recherchées, comme l'exigeaient les autorités géorgiennes. En septembre, les biens de la famille Saakachvili sont saisis. Ses comptes bancaires personnels en Géorgie sont également bloqués.
En mars 2015, l'Ukraine rejette une demande d'extrader Saakachvili émanant du gouvernement géorgien, estimant irrecevables les poursuites pénales engagées contre lui pour des motifs politiques.
Mikheil Saakachvili déclare le 1er juin 2015 avoir renoncé trois jours auparavant à la citoyenneté géorgienne pour éviter « l'emprisonnement garanti » selon lui en Géorgie. La Constitution ukrainienne interdit par ailleurs l'extradition des Ukrainiens vers d'autres États.
Le 8 août 2017, le parquet général géorgien déclare que Mikheil Saakachvili encourt jusqu'à onze ans d'emprisonnement (lui étant reprochés le détournement de fonds publics, les abus de pouvoir commis lors de la dispersion de la manifestation du 7 novembre 2007 (et notamment les coups infligés à l'ancien député Valery Gelachvili) ainsi que le raid policier dans les locaux d'Imedi TV).
Le 15 août 2017, dans une interview accordée à Obozrevatel, Nana Kakabadze, présentée comme militante géorgienne des droits de l'homme, leader de l'ONG « Anciens prisonniers politiques pour les droits de l'homme » et du mouvement populaire « Justice », déclare que, selon elle, les accusations portées par le Bureau du Procureur général géorgien ne reflètent pas pleinement les crimes commis pendant la présidence de Saakachvili. Selon elle, sous sa présidence, la Géorgie comptait le plus grand nombre de prisonniers au monde. Selon Kakabadze, quand Saakachvili est arrivé au pouvoir il y avait 5700 prisonniers ; un an plus tard, 12 000. Pendant toute la durée de la présidence de Saakachvili, elle estime qu'il y aurait eu entre 25 000 à 30 000 prisonniers. Elle met par ailleurs en avant les tortures de les « traitements inhumains » infligés aux prisonniers. Kakabadze fait également état de cas où les forces de police ont tiré dans la rue sur des « gens innocents », surtout des « jeunes ». Pour sa seule organisation, elle dénombre 150 noms de personnes « tuées là, dans la rue ». Selon Kakabadze, dans la plupart des organisations non gouvernementales indépendantes qu'il a dissoutes, Saakachvili « soudoyait les gens », créait des fonds informels et forçait ses opposants à y transférer leurs fonds. Ces fonds étaient par ailleurs sobrement baptisés « Fonds pour le développement du Bureau du Procureur », « Fonds pour le développement du Ministère de l'intérieur ». En outre, elle accuse Saakachvili d'avoir, pendant sa présidence, organisé et fait prospérer un racket d'état. Kakabadze évoque ainsiun impressionnant système mis en place permettant de procéder rapidement à la création d'entreprises, placé sous la coupe de Saakachvili et son équipe. « Seules trois ou quatre personnes contrôlaient tout »[pertinence contestée][source secondaire nécessaire].
Le 18 août 2017, la Géorgie formule officiellement auprès de l'Ukraine une demande d'extradition à l'encontre de Mikheil Saakachvili. Le 5 septembre, les autorités ukrainiennes confirment qu'elles ont enregistré la demande de la Géorgie.

### Carrière politique en Ukraine

#### Gouverneur de l'oblast d'Odessa
Le 30 mai 2015, Mikheil Saakchvili est nommé gouverneur de l'oblast d'Odessa par le président ukrainien, Petro Porochenko, qui lui a accordé la veille, la citoyenneté ukrainienne. Le 4 décembre 2015, par l'effet de la loi géorgienne sur la nationalité qui n'autorise pas la double nationalité, il perd sa nationalité géorgienne.
À son nouveau poste, Mikheil Saakachvili s'entoure de proches, parmi lesquels Vladimir Zhmak, ancien président de la filiale ukrainienne de Rosneft. D'après Mediapart, le pouvoir ukrainien « veut faire d'Odessa la vitrine des réformes ukrainiennes ». Mikheil Saakachvili indique que « sauver l’Ukraine signifie aussi sauver la Géorgie », les deux pays luttant selon lui « contre le même empire », la Russie.
Le 7 novembre 2016, Saakachvili démissionne de sa fonction de gouverneur, arguant d'une corruption rampante et incontrôlée au sein de l'élite ukrainienne, critiquant notamment Petro Porochenko,.

#### Mouvement des nouvelles forces
Il fonde, en février 2017, un parti politique ukrainien, le Mouvement des nouvelles forces[réf. nécessaire], dont il prend la tête. Sa popularité croissante inquiète l'exécutif ukrainien, notamment le président Petro Porochenko.

### Apatridie et expulsion d'Ukraine

#### Retrait de la nationalité ukrainienne
En juillet 2017, Petro Porochenko signe un décret ad hoc lui retirant la nationalité ukrainienne pour des « irrégularités » dans son dossier de naturalisation (« documents incomplets » et absence de mention des poursuites judiciaires, pourtant publiques, dont il faisait l'objet en Géorgie), et envisage de l'extrader vers la Géorgie. Cet événement intervient dans un contexte de rapprochement politique entre l'Ukraine et la Géorgie et est interprété comme une volonté de la part du chef d'État ukrainien de se débarrasser d’un possible rival dans l'optique de l'élection présidentielle de 2019,.
Devenu apatride, Mikheïl Saakachvili impute la responsabilité de cette situation à des oligarques ukrainiens n'ayant pas supporté ses critiques à leur encontre. Son bras droit, Davit Sakvarelidze, lui succède par intérim à la tête de son parti.
Le 29 mai 2018, il appelle l'Union européenne à imposer des sanctions contre le président ukrainien.

#### Exil et tentatives de retour en Ukraine
Après être brièvement retourné à New York, en exil cette fois, Mikheil Saakachvili annonce, depuis la Pologne, son retour en Ukraine, pour le 10 septembre 2017. Ce jour-là, il réussit à entrer en Ukraine malgré l'interdiction des autorités, qui menacent de le refouler à la frontière, alors que l'ex-Première ministre Ioulia Tymochenko et l'ex-ministre de la Défense Anatoliï Hrytsenko lui apportent leur soutien en l'accueillant à la frontière. Le député Mustafa Nayyem, anciennement membre du parti présidentiel devenu opposant, l'aide à semer les gardes-frontières ukrainiens. Mikheil Saakachvili entend se présenter aux prochaines élections.
Entretemps, il installe un camp paramilitaire en face de la Rada et y organise des manifestations pour réclamer la destitution de Porochenko, de façon « pacifique ».
Le 5 décembre 2017, une perquisition a lieu à son domicile dans le cadre d'une enquête ordonnée par le procureur général ukrainien, Iouri Loutsenko, pour « participation à une entreprise criminelle », que Saakachvili affirme avoir été montée de toutes pièces par le pouvoir ukrainien contre lui. Il est présenté comme étant un agent russe par des proches du gouvernement. Le procureur général ukrainien indique, sur la base d’écoutes, que « Saakachvili a établi des contacts avec l’entourage de Ianoukovitch pour prendre le pouvoir en Ukraine » ; selon lui, « il n’est plus un politicien, [mais] un suspect criminel ». Finalement arrêté par la police, après s'être échappé de son domicile par le toit, il est libéré par ses partisans, ceux-ci ayant érigé des barricades pour bloquer le fourgon de la police qui l'emmenait. Une fois libéré, Saakachvili appelle la foule à se diriger vers le Parlement pour exiger la destitution du président Porochenko. Le procureur général lui donne alors une journée pour se rendre lui et huit de ses partisans, dont Nayyem. Il est finalement arrêté le 8 décembre 2017, à la sortie des locaux de l'émission à laquelle il participait et placé en détention provisoire. Le 10 décembre 2017, alors qu'il entame une grève de la faim, des milliers de ses partisans, dont son épouse Sandra Roelofs, se réunissent pour manifester devant sa prison à Kiev. Le 11 décembre, il est libéré par un tribunal, après le rejet de la demande du parquet de le placer en résidence surveillée.
Le 4 janvier 2018, il est condamné par contumace à six ans de prison en Géorgie pour abus de pouvoir dans l'affaire du meurtre d'un jeune banquier en 2006. Mikheil Saakachvili est reconnu coupable d'avoir protégé les prévenus, de hauts fonctionnaires du ministère de l'Intérieur. Cette décision de justice pourrait conduire l'Ukraine à accepter la demande d'extradition des autorités géorgiennes. Le 26 janvier, la Cour d'appel de Kiev décide de le placer en résidence surveillée pendant la nuit, l'empêchant ainsi de se déplacer dans des lieux éloignés.
Le 12 février 2018, il est arrêté par les garde-frontières ukrainiens et expulsé vers la Pologne. Il arrive aux Pays-Bas le 14 février suivant, et annonce vouloir y résider de manière permanente. Le 21 février 2018, les garde-frontières ukrainiens lui interdisent l'entrée dans le pays pour trois ans, soit jusqu'au 13 février 2021.

### Annulation de sa déchéance de nationalité et retour en Ukraine
Le nouveau président d'Ukraine, Volodymyr Zelensky, lui rend la nationalité ukrainienne en mai 2019. Il retourne en Ukraine le 29 mai. Son parti, le Mouvement des nouvelles forces, participe aux élections législatives ukrainiennes de 2019. Il n'est cependant pas candidat et dit ne viser aucune fonction politique. La liste de son parti obtient finalement 0,46 % et aucun élu,.
En mai 2020, il est désigné vice-Premier ministre chargé des Réformes, mais sa nomination est contestée au sein du parti au pouvoir. Le quorum nécessaire à sa nomination n'est ainsi pas atteint. Le président Zelensky le nomme à la tête du Conseil national des réformes. En août suivant, il annonce son retour en Géorgie, présentant ses excuses à ses habitants pour les fautes qu’il aurait commises.

### Retour et incarcération en Géorgie
Le 2 octobre 2021, il revient en Géorgie à la veille des élections locales et est immédiatement arrêté. Alors que la diplomatie ukrainienne tente de le libérer, le Premier ministre Irakli Garibachvili déclare que celui-ci purgera ses huit ans de détention,. Le 4 octobre, à Roustavi, 3 000 de ses partisans manifestent pour sa libération.
Le 21 février 2022, il annonce se mettre une nouvelle fois en grève de la faim. Emprisonné depuis plusieurs mois et fragilisé par les grèves de la faim, son état est jugé préoccupant par les médecins.
En octobre 2022, le Conseil de l'Europe appelle à la protection et à la libération de Mikheil Saakachvili, qu'il considère comme un prisonnier politique. Début décembre 2022, il est annoncé qu'il a été empoisonné aux métaux lourds (arsenic et mercure) après son incarcération. Les spécialistes engagés par les proches de Mikheil Saakachvili accusent la Russie, et estiment que son pronostic vital est engagé, à moins d'être soigné rapidement dans un hôpital américain,. Le président ukrainien, Volodymyr Zelensky accuse les autorités géorgiennes de « tuer lentement » Mikhaïl Saakachvili et appelle à « sauver la vie de Mikheïl et empêcher son exécution ».
En 2023, il apparaît amaigri lors de son procès et l'Ukraine expulse l'ambassadeur géorgien en réponse à la dégradation de son état de santé.
Amnesty International qualifie le traitement qui lui est réservé de « vengeance politique apparente ».
En avril 2024, il affirme être la seule personne menacée de mort par Vladimir Poutine à encore être en vie.
Le 12 mars 2025, le tribunal municipal de Tbilissi, condamne Mikheïl Saakachvili à neuf ans de prison pour détournement de fonds  budgétaires entre 2004 et 2013, alors qu’il était au pouvoir en Géorgie, et à une amende de 99 936€, rajoutant ainsi trois ans à sa peine initiale.
Le 17 mars 2025, Un tribunal géorgien condamne Mikheil Saakachvili à quatre ans et demi de prison, pour être entré illégalement dans le pays en 2021.

## Désinformation à son encontre
Les médias de propagande pro-Kremlin présentent Mikheil Saakachvili, fortement opposé aux dirigeants russes, comme un dictateur, responsable de préparer un « bain de sang » voire un « génocide » contre les Ossètes, et également comme un agent de la CIA.
En 2008, les médias russes se lancent dans une campagne de propagande soutenue, pour montrer que Mikheil Saakachvili serait si instable qu'il aurait besoin d'une aide psychiatrique, le qualifiant régulièrement de « cinglé » et consacrant des heures de grande écoute à des émissions de discussion impliquant des psychiatres analysant le comportement de Saakachvili.
En 2020, plus de 15 000 sites internet géorgiens sont piratés et affichent une image de Mikheil Saakachvili, avec la mention "je reviendrai", la cyber-attaque est imputée à la Russie, comme celles effectuées en 2008.
En avril 2024, la campagne de désinformation est reprise par la Chine, à l'encontre de Raphaël Glucksmann, qui a été son conseiller et est alors candidat à l'élection législative européenne. En France, l'opposant politique François Asselineau affirme également qu'il est un agent de la CIA.